# The Stray Gators
The Stray Gators byla americká rocková skupina, jejíž členové byli Jack Nitzsche (klavír), Ben Keith (kytara), Tim Drummond (baskytara) a Kenny Buttrey (bicí). Jednalo se o doprovodnou skupinu Neila Younga na jeho albu Harvest z roku 1972.